# عزلة اللمعان (البيضاء)

تعديل مصدري - تعديل

عزلة اللمعان هي إحدى عزل مديرية العرش في محافظة البيضاء اليمنية ويبلغ تعداد سكانها 1410 نسمة حسب التعداد السكاني في اليمن لعام 2004.

## التقسيم الإداري
| قرية                  | عدد المساكن | عدد الأسر | الذكور | الأناث | الإجمالي |
| --------------------- | ----------- | --------- | ------ | ------ | -------- |
| قرية اللمعان، البيضاء | 134         | 149       | 555    | 538    | 1,093    |
| الإجمالي              | 134         | 149       | 555    | 538    | 1,093    |

## روابط خارجية
- الجهاز المركزي للإحصاء بالجمهورية اليمنية
- المركز الوطني للمعلومات باليمن
- World Gazetteer:Yemen
- الدليل الشامل